# Rafał Cholewiński
Rafał Cholewiński (4 de enero de 1986) es un deportista polaco que compitió en remo como timonel. Ganó una medalla de plata en el Campeonato Mundial de Remo de 2004, en la prueba de dos con timonel.

## Palmarés internacional
| Campeonato Mundial | Campeonato Mundial | Campeonato Mundial | Campeonato Mundial |
| Año                | Lugar              | Medalla            | Prueba             |
| ------------------ | ------------------ | ------------------ | ------------------ |
| 2004               | Bañolas (España)   | Medalla de plata   | Dos con timonel    |